# Nodaria
Nodaria is een geslacht van vlinders van de familie spinneruilen (Erebidae).

## Soorten
- N. adra Swinhoe, 1918
- N. angulata Wileman & West, 1930
- N. arcuata Wileman & West, 1930
- N. assimilata Wileman, 1911
- N. brachialis (Zeller, 1852)
- N. cidarioides Hampson, 1891
- N. cinerea Joannis, 1929
- N. cingala Moore, 1885
- N. dentilineata Draeseke, 1928
- N. dinawa Bethune-Baker, 1908
- N. discisigna Moore, 1883
- N. discolor Wileman & West, 1930
- N. dubiefae Viette, 1982
- N. epiplemoides Strand, 1920
- N. externalis Guenée, 1854
- N. factitia Swinhoe, 1890
- N. flavicosta Joannis, 1929
- N. flavifusca Hampson
- N. formosana Strand, 1919
- N. grisea Hampson, 1916
- N. insipidalis Wileman, 1915
- N. lophobela Fletcher D. S., 1961
- N. melaleuca Hampson, 1902

- N. melanopa Bethune-Baker, 1911
- N. mouriesi Guillermet, 2004
- N. niphona Butler, 1878
- N. nodosalis (Herrich-Schäffer, 1851)
- N. pacifica Hampson
- N. papuana Hampson
- N. parallela Bethune-Baker, 1911
- N. praetextata Leech, 1900
- N. similis Moore, 1882
- N. stellaris Butler
- N. tristis Butler, 1879
- N. turpalis Mabille, 1900
- N. unicolor Wileman & South, 1917
- N. unipuncta Wileman, 1915
- N. verticalis Fletcher D. S., 1961